# Ameletus tolae
Ameletus tolae är en dagsländeart som beskrevs av Zloty 1996. Ameletus tolae ingår i släktet Ameletus och familjen Ameletidae. Inga underarter finns listade i Catalogue of Life.